# Трощено Степан
Степа́н Трощено — Канівський полковник в 1660 році.

## Стислі відомості
Восени 1660 року московський посол Сухотін доносив цареві, що з Юрієм Хмельницьким від Москви відійшли полковники — Чигиринський Петро Дорошенко, Черкаський Андрій Одинець, Канівський Степан Трощено, Уманський Михайло Ханенко, Корсунський Яків Клеченко, Білоцерківський — Данило ?, Брацлавський — Іван Богун, Михайло Зеленський — Подністрянський, Іван Гоголь — Могилевський.